# 圣乔治莱朗德
圣乔治莱朗德（法語：Saint-Georges-les-Landes，法語發音：[sɛ̃ ʒɔʁʒ le lɑ̃d]）是法国新阿基坦大区上维埃纳省的一个市镇，属于贝拉克区。

## 地理
圣乔治莱朗德（46°20'32"N, 1°20'12"E）面积16.21 平方千米，位于法国新阿基坦大区上维埃纳省，该省份为法国中西部省份，北起顺时针与安德尔省、克勒兹省、科雷兹省、多爾多涅省、夏朗德省和维埃纳省接壤。
与圣乔治莱朗德接壤的市镇（或旧市镇、城区）包括：拉沙特尔朗格兰、克罗马克、大谢佐、伯奈兹河畔马亚克、圣叙尔皮斯莱弗耶。

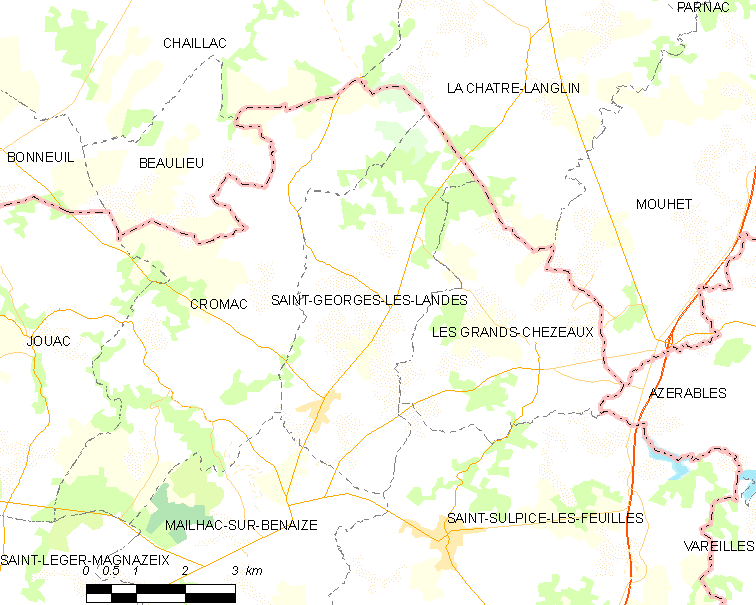
圣乔治莱朗德的OSM定位图

圣乔治莱朗德的时区为UTC+01:00、UTC+02:00（夏令时）。

## 行政
圣乔治莱朗德的邮政编码为87160，INSEE市镇编码为87145。

## 政治
圣乔治莱朗德所属的省级选区为沙托蓬萨克县。

## 人口

1962-2008年间圣乔治莱朗德人口变化图示

圣乔治莱朗德于2022年1月1日时的人口数量为232人。